# Frank D. Fletcher
Frederick "Frank" Douglas Fletcher (Sídney, Australia 1866-1921 Peteboro, Madison, Nueva York) fue un marino australiano, conocido principalmente por su etapa como oficial jefe del SY Aurora durante la expedición antártica de 1911-1914, bajo el mando del capitán John King Davis.
Fletcher sustituyó a N. C. Toutcher -que había sido oficial jefe durante el primer viaje de la expedición Aurora- en el segundo viaje a la Antártida y en los viajes subantárticos de primavera e invierno de 1912 y 1913.
En su libro de 1962 High Latitude, Davis describió a Fletcher como "un oficial y marinero de lo más eficiente y concienzudo, que a primera vista podría haber sido tomado por el prototipo del perfecto "Bucko", esa figura semilegendaria que a veces se describe con "una mandíbula como una bota de mar"". Fletcher dejó el Aurora en 1913 para incorporarse a una compañía naviera costera, presumiblemente en Nueva Zelanda, donde fue licenciado.
El comandante de la expedición, Douglas Mawson, nombró a Fletcher Island, cerca de Commonwealth Bay, en su honor.